# Bemidji
Bemidji [bəˈmɪdʒiː] är en universitetsstad och administrativ huvudort i Beltrami County i den amerikanska delstaten Minnesota. Enligt 2010 års folkräkning hade Bemidji 13 431 invånare. Bemidji är trots sin relativt ringa befolkning ett regionalt centrum för ett betydligt större område som sträcker sig över flera countyn i den glesbefolkade centrala norra delen av Minnesota. I närområdet finns också flera indianreservat.

## Geografi
Bemidji ligger vid Lake Bemidjis sydvästra strand, den första större sjön som genomrinns av Mississippifloden omkring 80 kilometer nedströms om flodens källa i Itascasjön. Staden kallas därför "The First City on the Mississippi". 

## Utbildning
Staden har ett universitet och två högskolor; Bemidji State University, Northwest Technical College och Oak Hills Christian College.

## Kommunikationer
Genom staden passerar de federala landsvägarna U.S. Route 2 och U.S. Route 71, samt delstatsvägarna 89, 197 och 371. Staden har en flygplats, Bemidji Airport (IATA: BJI, ICAO: KBJI), som är belägen omkring 6 km nordväst om stadskärnan. Flygplatsen används huvudsakligen av allmänflyg och har även daglig förbindelse till Minneapolis/Saint Paul.

## I populärkulturen
Bemidji är plats för stora delar av handlingen i första säsongen av TV-serien Fargo. Serien spelades dock huvudsakligen in i Calgary i Kanada.

## Kända personer från Bemidji
- Scott Baird, curlingspelare
- Pete Fenson, curlingspelare
- Jane Russell, skådespelare